# 景明洋行
英资景明洋行（Hemmings ＆ Berkley）是20世纪上半叶武汉的一个外资建筑设计机构，在汉口留下了数十座建筑精品。早期作品大多为西方古典式样。1921年，在鄱阳街青岛路口为自己设计建造了一座倾向于现代风格的6层大楼景明大楼。二战后，在汉口经营多年的英资建筑设计机构景明洋行停办。